# レベッカ・パン
レベッカ・パン（潘迪華、Rebecca Pan、Poon Tik-wah、 Pan Wan Ching、1931年12月29日 - ）は、香港の女優・歌手。

## 経歴
ウォン・カーウァイ監督の『欲望の翼』（1990年）で、台湾映画賞の金馬奨で最優秀助演女優賞を受賞。

## 主な出演作

### 映画
- 白衣紅涙 (1953年) - 主演
- 公子多情 (1988年) - フィオナの母親 役
- 『欲望の翼』 阿飛正傳 (1990年) - レベッカ 役
- 今夜星光燦爛 (1988年）
- 『フラワーズ・オブ・シャンハイ』 海上花 (1988年） - 黄二姐 役
- 『花様年華』 花様年華 (2000年） - スエン夫人 役
- 天下無雙 (2002年） - 女王の母親 役
- 『Look for a Star -星を探して-（中国語版）』 游龍戲鳳 (2009年） - サムの母親 役